# Stenhelia ornamentalia
Stenhelia ornamentalia är en kräftdjursart som beskrevs av Shen och Tai 1965. Stenhelia ornamentalia ingår i släktet Stenhelia och familjen Diosaccidae. Inga underarter finns listade i Catalogue of Life.